# Roots & Grooves
Albums de Maceo Parker
School's In
(2005)
Roots and Grooves est le 14e album de Maceo Parker, sorti en 2007. Il s'agit d'un double-album. Le 1er CD, Tribute to Ray Charles, contient exclusivement des reprises de Ray Charles enregistrées avec le big band allemand WDR Big Band tandis que le second, Back to Funk, nettement plus orienté funk, comme son nom l'indique, est fait d'interprétations live de ses propres morceaux. À noter que le saxophoniste ne se contente pas de jouer de son instrument mais chante également sur la quasi-totalité du CD1.

## Titres
CD1 : Tribute to Ray Charles
1. Hallelujah I Love Her So (Ray Charles)
2. Busted (Howard Harlan)
3. Them That's Got (Ray Charles & Ricci Harper)
4. You Don't Know Me (Eddy Arnold & Cindy Walker)
5. Hit The Road Jack (Perry Mayfield)
6. Margie (Russell J. Robinson & Con Conrad)
7. Georgia on My Mind (Hoagy Carmichael & Stuart Gorrell)
8. What'd I Say (Hill & Range)

CD2 : Back to Funk
1. Uptown Up (Maceo Parker)
2. To Be Or Not To Be (Maceo Parker)
3. Off The Hook (Maceo Parker)
4. Advanced Funk (Maceo Parker)
5. Shake Everything You Got (Maceo Parker)
6. Pass The Peas (Brown, Starks, Bobbit)